# Rosy Ocampo
Rosy Ocampo (Ciudad de México, 11 de noviembre de 1959) es una showrunner, productora ejecutiva de telenovelas, series y programas de televisión, todas ellas desarrolladas en Televisa.

## Filmografía
| Año       | Título                           | Cargo                                   | Notas                                                                                  |
| --------- | -------------------------------- | --------------------------------------- | -------------------------------------------------------------------------------------- |
| 1981      | Toda una vida                    | Asistente de producción                 | Serie de televisión; 23 episodios.                                                     |
| 1982      | El concurso de la televisión     | Asistente de dirección                  | Programa de concursos; 40 episodios.                                                   |
| 1982-1983 | To2 para To2                     | Productora asociada                     | Programa de revista; 780 episodios.                                                    |
| 1983-1998 | Plaza Sésamo                     | Productora asociadaProductora ejecutiva | Programa infantil; temporada 3 (130 eps.).Programa infantil; temporada 4-6 (260 eps.). |
| 1984      | Los cuentos de Cri Cri           | Productora asociada                     | Programa infantil especial.                                                            |
| 1985      | Laberinto interior               | Productora asociada                     | Programa cultural; 50 episodios.                                                       |
| 1986      | Martín Garatuza                  | Productora asociada                     | Telenovela; 90 episodios.                                                              |
| 1994      | Operalia                         | Productora ejecutiva                    | Concurso de ópera; 4 episodios.                                                        |
| 1998-1999 | El diario de Daniela             | Productora ejecutiva                    | Telenovela; 100 episodios.                                                             |
| 2000      | Amigos por siempre               | Productora ejecutiva                    | Telenovela; 115 episodios.                                                             |
| 2000      | Rayito de luz                    | Productora ejecutiva                    | Serie de televisión; 20 episodios.                                                     |
| 2001      | Aventuras en el tiempo           | Productora ejecutiva                    | Telenovela; 105 episodios.                                                             |
| 2002      | Cómplices al rescate             | Productora ejecutiva                    | Telenovela; 132 episodios.                                                             |
| 2003-2004 | Alegrijes y rebujos              | Productora ejecutiva                    | Telenovela; 135 episodios.                                                             |
| 2003-2005 | Código F.A.M.A.                  | Productora ejecutiva                    | Concurso de canto infantil; temporada 1-4.                                             |
| 2004-2005 | Misión SOS                       | Productora ejecutiva                    | Telenovela; 125 episodios.                                                             |
| 2006-2007 | La fea más bella                 | Productora ejecutiva                    | Telenovela; 300 episodios.                                                             |
| 2007      | Amor sin maquillaje              | Productora ejecutiva                    | Serie de televisión; 25 episodios.                                                     |
| 2008      | Las tontas no van al cielo       | Productora ejecutiva                    | Telenovela; 140 episodios.                                                             |
| 2009-2010 | Camaleones                       | Productora ejecutiva                    | Telenovela; 135 episodios.                                                             |
| 2011      | La fuerza del destino            | Productora ejecutiva                    | Telenovela; 102 episodios.                                                             |
| 2012      | Por ella soy Eva                 | Productora ejecutiva                    | Telenovela; 167 episodios.                                                             |
| 2013      | Mentir para vivir                | Productora ejecutiva                    | Telenovela; 102 episodios.                                                             |
| 2013-2014 | Qué pobres tan ricos             | Productora ejecutiva                    | Telenovela; 167 episodios.                                                             |
| 2015-2016 | Antes muerta que Lichita         | Productora ejecutiva                    | Telenovela; 133 episodios.                                                             |
| 2017      | La doble vida de Estela Carrillo | Productora ejecutiva                    | Telenovela; 72 episodios.                                                              |
| 2020      | Vencer el miedo                  | Productora ejecutiva                    | Telenovela; 47 episodios.                                                              |
| 2020-2021 | Vencer el desamor                | Productora ejecutiva                    | Telenovela; 93 episodios.                                                              |
| 2021      | Vencer el pasado                 | Productora ejecutiva                    | Telenovela; 85 episodios.                                                              |
| 2022      | Vencer la ausencia               | Productora ejecutiva                    | Telenovela; 80 episodios.                                                              |
| 2023      | Más allá de ti                   | Productora ejecutiva                    | Serie web; 8 episodios.                                                                |
| 2023      | Vencer la culpa                  | Productora ejecutiva                    | Telenovela; 80 episodios.                                                              |
| 2024-2025 | Papás por conveniencia           | Productora ejecutiva                    | Telenovela La segunda temporada tiene como título Papás por siempre.                   |

## Premios y nominaciones

### Premios TVyNovelas
| Año  | Categoría             | Telenovela               | Resultado |
| ---- | --------------------- | ------------------------ | --------- |
| 2005 | Mejor telenovela      | Misión SOS               | Nominada  |
| 2007 | Mejor telenovela      | La fea más bella         | Ganadora  |
| 2012 | Mejor telenovela      | La fuerza del destino    | Ganadora  |
| 2013 | Mejor telenovela      | Por ella soy Eva         | Ganadora  |
| 2014 | Mejor telenovela      | Mentir para vivir        | Nominada  |
| 2014 | Mejor multiplataforma | Mentir para vivir        | Nominada  |
| 2015 | Mejor telenovela      | Qué pobres tan ricos     | Nominada  |
| 2015 | Mejor reparto         | Qué pobres tan ricos     | Nominada  |
| 2016 | Mejor telenovela      | Antes muerta que lichita | Nominada  |
| 2016 | Mejor multiplataforma | Antes muerta que lichita | Ganadora  |
| 2016 | Mejor reparto         | Antes muerta que lichita | Nominada  |
| 2020 | Mejor telenovela      | Vencer el miedo          | Nominada  |
| 2020 | Mejor reparto         | Vencer el miedo          | Nominada  |
| 2020 | Mejor final           | Vencer el miedo          | Nominada  |

- Premio a mejor final favorito de telenovela (Por ella soy Eva) (2013)
- Premio a telenovela favorita del público (La fea más bella) (2007)[19]
- Premio especial a la barra infantil (2004)
- Proyección de las telenovelas infantiles (2003)
- Trayectoria por 20 años en Televisa 2012[20]

### Premios INTE
| Año  | Categoría                 | Telenovela          | Resultado |
| ---- | ------------------------- | ------------------- | --------- |
| 2004 | Programa infantil del año | Alegrijes y rebujos | Ganadora  |

### TV Adicto Golden Awards
| Año  | Categoría                                            | Telenovela               | Resultado |
| ---- | ---------------------------------------------------- | ------------------------ | --------- |
| 2012 | Mejores locaciones nacionales                        | La fuerza del destino    | Ganadora  |
| 2012 | Mejor telenovela de televisa                         | Por ella soy Eva         | Ganadora  |
| 2013 | Mejores locaciones                                   | Mentir para vivir        | Ganadora  |
| 2013 | Mejor música incidental                              | Qué pobres tan ricos     | Ganadora  |
| 2013 | Mejor reparto                                        | Qué pobres tan ricos     | Ganadora  |
| 2013 | Mejor producción                                     | Qué pobres tan ricos     | Ganadora  |
| 2013 | Mejor telenovela de corte popular                    | Qué pobres tan ricos     | Ganadora  |
| 2013 | Mejor telenovela de televisa                         | Qué pobres tan ricos     | Ganadora  |
| 2014 | Mejor final                                          | Qué pobres tan ricos     | Ganadora  |
| 2016 | Mejor final dominical                                | Antes muerta que Lichita | Ganadora  |
| 2020 | Mejor maquillaje y peinados                          | Vencer el miedo          | Ganadora  |
| 2020 | Mejor producción                                     | Vencer el desamor        | Ganadora  |
| 2020 | Mejor telenovela nacional                            | Vencer el desamor        | Ganadora  |
| 2021 | Mejor final de una telenovela iniciada el año pasado | Vencer el desamor        | Ganadora  |
| 2021 | Mejores créditos de entrada                          | Vencer el pasado         | Ganadora  |
| 2021 | Mejor selección de canciones                         | Vencer el pasado         | Ganadora  |
| 2022 | Mejor selección de canciones                         | Vencer la ausencia       | Ganadora  |
| 2022 | Mejor producción                                     | Vencer la ausencia       | Ganadora  |

### Premios People en Español
| Año  | Categoría        | Telenovela       | Resultado |
| ---- | ---------------- | ---------------- | --------- |
| 2012 | Mejor telenovela | Por ella soy Eva | Nominada  |

### Asociación de Cronistas de Espectáculos de Nueva York ACE
| Año  | Categoría        | Telenovela            | Resultado |
| ---- | ---------------- | --------------------- | --------- |
| 2012 | Mejor telenovela | La fuerza del destino | Ganadora  |
| 2014 | Mejor telenovela | Qué pobres tan ricos  | Ganadora  |

### Carnaval Carolina
| Año  | Categoría                 | Nominada    | Resultado |
| ---- | ------------------------- | ----------- | --------- |
| 2014 | Trayectoria de productora | Rosy Ocampo | Ganadora  |

### Copa Televisa
| Año  | Categoría        | Telenovela               | Resultado |
| ---- | ---------------- | ------------------------ | --------- |
| 2016 | Mejor telenovela | Antes Muerta Que Lichita | Ganadora  |

### Premios Produ
| Año  | Categoría                                         | Resultado |
| ---- | ------------------------------------------------- | --------- |
| 2017 | Productor- Serie, Superserie o Telenovela del Año | Nominada  |